# Uszczerbienie herbu
Uszczerbienie (zaprysk, abatement) – wprowadzenie w herbie zmian mających odróżniać go od wersji podstawowej herbu nieuszczerbionego.
Według wielu legend herbowych było to swego rodzaju poniżenie herbu, stosowane jako kara za dopuszczenie się przez rycerza czynu niegodnego jego stanu.
- Uszczerbienie herbu jest popularne zwłaszcza w heraldyce brytyjskiej i francuskiej jako oznaczenie herbu młodszego członka rodu, odróżniające go od herbu aktualnej głowy rodu. Zwłaszcza heraldyka angielska i szkocka drobiazgowo oznacza herby kolejnych synów, uwidaczniając w ten sposób ich precedencję w dziedziczeniu tytułu głowy rodu. W Anglii oznacza się to dodając do herbu tzw. marks of cadency (znaki kolejności), w Szkocji głównie systemem bordiur. W większości krajów europejskich znany jest kołnierz turniejowy – uszczerbiający herb głównego dziedzica tronu, tytułu lub majętności. W ten sposób np. odróżnia się herb księcia Walii od herbu królewskiego.

- Uszczerbiano również herby dzieci z nieprawego łoża – najczęściej kładąc w poprzek tarczy ukośny pas – skos lub barre, zwykle skierowany w lewo. Czasem ten symbol nieprawego pochodzenia bywał minimalizowany do figury uszczerbionej (tzw. baton) – zależało to zwykle od pozycji społecznej posiadacza herbu i jego naturalnego ojca.

- W heraldyce zachodniej stosowano najczęściej czarny element kładziony na tarczy. I tak np. za tchórzostwo był to kwadrat, za zdradę – skos, za niesubordynację i rabunek – odwrócona tarcza sercowa. W heraldyce polskiej ten system się nie przyjął. Uszczerbienia przybrały postać polegającą na dodaniu bądź odjęciu elementu z tarczy herbu.

Wiele polskich legend herbowych przypisujących powstanie danego herbu właśnie uszczerbieniu bądź udostojnieniu nie jest opartych na prawdzie historycznej i stanowi raczej fantazyjną twórczość dawnych polskich heraldyków.

## Przykłady legend herbowych
- herb Zagłoba – w czasach Kazimierza Odnowiciela dwóch braci herbu Jastrzębiec toczyło spór, zakończony zabójstwem starszego przez młodszego z braci. Aby pamięć zbrodni przetrwała, mordercy i jego potomkom zabrano z tarczy krzyż, przebijając podkowę mieczem – narzędziem zbrodni. Nazwa Zagłoba oznacza za głowę (brata).
- herb Pomian – Łastek Hebda z Grabia, herbu Wieniawa, cięciem miecza zabił brata rodzonego Jaranda za to, iż ten go strofował za rozwiązłe życie. Za ten czyn on i jego potomkowie otrzymali herb, gdzie głowie żubra zabrano złote kółko, a ją samą przebito mieczem. Nazwa Pomian pochodzi od pomnij nań.
- herb Łzawa – rycerzowi herbu Belina za bezzasadne zaalarmowanie obozu (co było przejawem tchórzostwa) odjęto z tarczy jedną podkowę.
- herb Krzywda – jeden z braci herbu Lubiczów zabił lub skrzywdził swojego brata, za co odjęto z krzyża kawalerskiego na podkowie prawe ramię.

W imię zasady równości szlacheckiej uszczerbione herby są traktowane na równi z innymi.

## Przykłady uszczerbiania herbów

uszczerbiony herb młodszej linii, de Pardiac
nieuszczerbiony herb rodu d’Armagnac(inne języki)
podwójne uszczerbienie herbu książąt d’Elbeuf – bordiura i kołnierz turniejowy
uszczerbienie herbu bastardów – książąt Burbon-Vendôme (baton w lewo)
uszczerbienie oznaczające młodszą linię rodu Burbonów – książąt de Condé (baton w prawo)
podwójne uszczerbienie herbu Burbonów – kołnierz turniejowy młodszej linii orleańskiej, lewy skos bastardów książąt de Longueville(inne języki)
późniejsza wersja herbu Longueville, ze zmniejszonym oznaczeniem bastarda
kilka oznaczeń młodszych linii – herb książąt d’Aumale

## Literatura
- Paweł Dudziński: Alfabet heraldyczny. Warszawa: Diogenes, 1997. ISBN 83-7129-476-X. Brak numerów stron w książce